# Leto (rapper)
Leto, pseudonimo di Henoc Pierrick Bofenda (Parigi, 27 novembre 1997), è un rapper francese.

## Biografia
Henoc Pierrick Bofenda nasce a Porte de Saint-Ouen in una famiglia di origine congolese, e cresce nel XVII arrondissement di Parigi. Inizia a fare freestyle nel 2013, e l'anno seguente fonda insieme ad Aéro il gruppo PSO Thug, con il quale pubblica diversi mixtape tra il 2015 ed il 2020.
Intraprende una carriera solista nel 2018, con la pubblicazione del mixtape Trapstar, a cui succede il sequel Trapstar 2 nel 2019, contenente 17 tracce e le collaborazioni di Rim'K, Sadek, Ninho, Da Uzi, Naza e Tiakola.
Il 28 agosto 2020 pubblica il suo primo album in studio 100 visages, successivamente certificato disco di platino. Il disco vede la partecipazione di artisti come Booba, Ninho, Lacrim, Niska e Soolking. Il 17 settembre 2021 è la volta del secondo album, 17%, ripubblicato il 18 febbraio dell'anno seguente con l'aggiunta di otto brani inediti.
Lo stesso anno inizia una collaborazione con il rapper Guy2Bezbar, che si concretizza nell'uscita del joint album Jusqu'aux étoiles l'11 novembre. L'uscita del disco è seguita pochi mesi dopo da un concerto all'Olympia di Parigi. Trapstar 3, terzo volume della saga di mixtape, viene reso disponibile nell'ottobre 2023 e contiene collaborazioni con Gazo, SDM, Rsko, Tiakola, Ninho e Koba LaD. Nel 2024 pubblica invece il mixtape di 12 tracce Capitaine fait de l'art.

## Discografia

### Da solista

#### Album in studio
- 2020 - 100 visages
- 2021 - 17%
- 2022 - Jusqu'aux étoiles (con Guy2Bezbar)
- 2025 - Life

#### Mixtape
- 2018 - Trapstar
- 2019 - Trapstar 2
- 2023 - Trapstar 3
- 2024 - Capitaine fait de l'art

#### EP
- 2020 - Virus: avant l'album
- 2025 - EP avant l'album

#### Singoli
- 2016 - Envoie les €uros
- 2017 - Jump dans la Porsche
- 2017 - Crime
- 2018 - Trapstar
- 2018 - Romantique (French Connection) (con Cheu-B e The S)
- 2018 - Avon barksdale (feat. Ninho)
- 2018 - Méchant bandit dans l'action (feat. Z17)
- 2018 - Negro (feat. Ismo Z17)
- 2018 - A qui (feat. Sese Kepler)
- 2018 - Gova (feat. ADK)
- 2019 - Tendance (feat. Ismo Z17)
- 2019 - Adios
- 2019 - Hall à la scène
- 2019 - Pour un jeu (con Kaza)
- 2020 - Biberon (con Franglish e Tiakola)
- 2020 - Booska 100 visages
- 2021 - Vie de star (feat. Ninho)
- 2021 - Guedin (con Kepler e Cheu-B)
- 2021 - Sale histoire
- 2021 - YSL (con Ya Levis e S.Pri Noir)
- 2021 - Mozart capitaine Jackson (episode 1)
- 2021 - Tout recommencer
- 2021 - Big Meech (feat. Gazo)
- 2021 - Double Hook (feat. Gambino La MG)
- 2022 - Mozart capitaine Jackson (episode 2)
- 2022 - Guedin (con Squadra)
- 2022 - Conte de fée (con Chanel)
- 2022 - Bébé na bébé (con Chily)
- 2022 - 2k22 (feat. Kepler)
- 2022 - Étapes (feat. Negrito)
- 2022 - Près de la lune
- 2022 - Fais de l'argent (con Guy2Bezbar)
- 2022 - Ma chérie (con Ici c'est Paris e CKay)
- 2022 - 1 à 10 (con Guy2Bezbar)
- 2022 - Fly (con Guy2Bezbar)
- 2022 - Baby (feat. Kepler)
- 2022 - Sosa (con Guy2Bezbar)
- 2023 - PSO Bop
- 2023 - No lèche (con Gazo, Favé, Kerchak)
- 2023 - Zaza
- 2023 - En bas du block
- 2023 - Favel (con Soso Maness)
- 2023 - Mozart capitaine Jackson (episode 3)
- 2023 - Favel (con Koba LaD)
- 2023 - Dans le noir (con Gazo)
- 2023 - God Bless (con Rsko e Tiakola)
- 2024 - VDM (con Lamatrix)
- 2024 - Enlève tes pes-sa (con JSKN, Kaaris e La Mano 1.9)
- 2024 - Tout gâché
- 2024 - C'est des oufs (feat. Kepler e Tvslym)
- 2024 - J'ai l'impression
- 2024 - H31 (con Zequin)
- 2024 - Sentiments billets de 100
- 2025 - 10 ans d'âge (con Timal e Gradur)
- 2025 - Favéla (#Station 3) (con Naza)
- 2025 - 17 Mood (con Kepler)
- 2025 - Parce que je te n'aime pas (con Tvslym)
- 2025 - Rodeo Drive (feat. Hamza)
- 2025 - So Bad
- 2025 - Mozart capitaine Jackson (épisode 4)

### Con i PSO Thug
- 2015 - En attendant Démoniak
- 2016 - Démoniak
- 2018 - Pause
- 2020 - Code 1.8.7 : Introduction